# Franz von Brenkenhoff

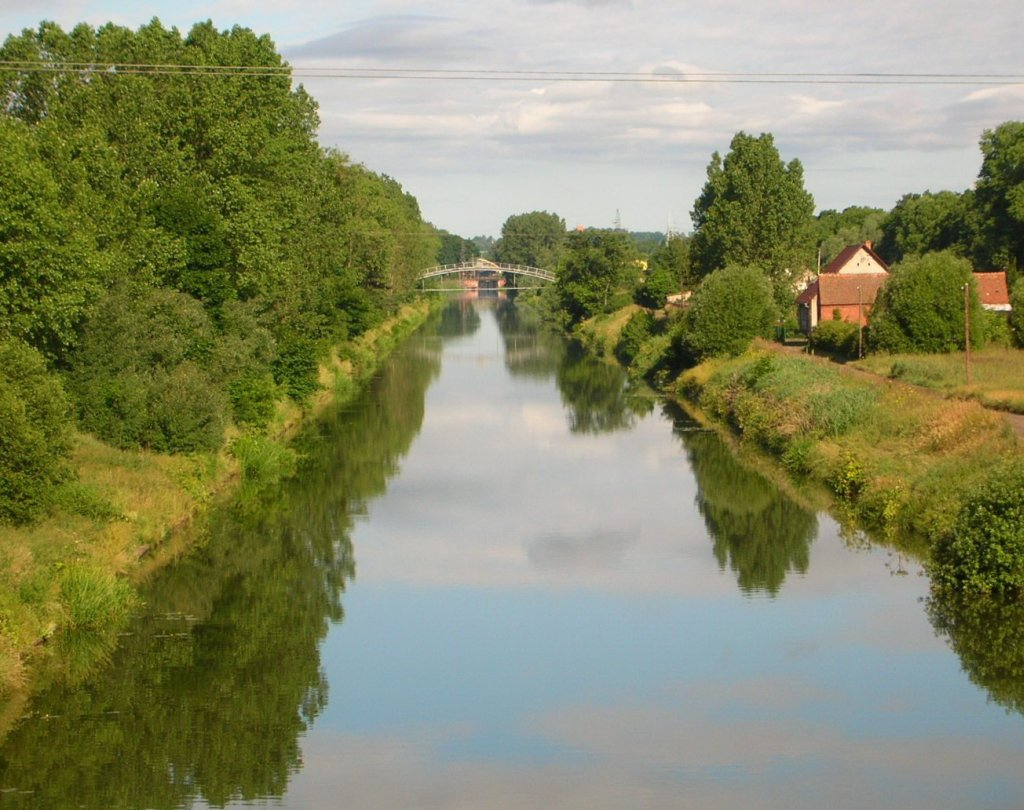
Kanał Bydgoski, którego współtwórcą był Franz von Brenkenhoff

Franz Balthasar Schönberg von Brenkenhoff (ur. 1723 w Reidenburg, zm. 1780 w Gardzku) – pruski tajny radca finansowy, szef Obwodu Nadnoteckiego, budowniczy Kanału Bydgoskiego.

## Życiorys
Urodził się 15 czerwca 1723 r. w Reidenburgu koło Halle. Był najstarszym synem Juliusa, rotmistrza w służbie austriackiej, poległego w 1738 r. w walce z Turkami i Christine Sabine von Barsewisch, zmarłej w młodym wieku. Na wojnie zginęli również dwaj bracia Brenckenhoffa. Jako młody chłopiec pozostał bez rodziny i środków do życia. Wstąpił zatem jako paź na służbę księcia Leopolda von Anhalt-Dessau. Zdobył uznanie i zaufanie księcia, który powierzył mu prowadzenie prac związanych z osuszaniem i rekultywacją mokradeł nad Łabą. Tajniki prac melioracyjnych, przeprowadzanie pomiarów i niwelację terenów poznał współpracując z pruskim inżynierem i budowniczym Materne. Poznał również zagadnienia związane z hodowlą koni, co w 1745 r. spowodowało mianowanie go Wielkim Koniuszym Księstwa Anhalt-Dessau. Wkrótce zajął się też uprawą rolniczych terenów księstwa oraz otrzymał nominację na dyrektora Kamery Ekonomicznej. Dzięki powiększeniu areału upraw i uzyskaniu większych plonów sytuacja finansowa księstwa ustabilizowała się. Z nagromadzonych zapasów zaopatrzono armię Fryderyka II walczącą w wojnie siedmioletniej. Zapewne z tego względu król pruski zaproponował Brenckenhoffowi przejście do służby państwowej Prus.
W czerwcu 1762 r. otrzymał stanowisko tajnego radcy finansowego i członka dyrektorium. Faktycznie sprawował on funkcję prezydenta regencji na obszarze Pomorza i Nowej Marchii. W trakcie swej działalności zajmował się głównie odbudową spustoszonych wojną miast, a także osuszaniem łąk nad Notecią i możliwością wykorzystania ich do upraw rolniczych. Jego siedzibą było wówczas Drezdenko.

### Organizator Obwodu Nadnoteckiego
Krótko przed I rozbiorem Polski, 6 lutego 1772 r., Fryderyk II powierzył mu tajną misję, której celem było zorientowanie się w możliwościach i stanie gospodarczym planowanych do aneksji ziem polskich. W tym celu Brenkenhoff wykorzystywał znajomość z hrabiną Skórzewską. Gościł w jej pałacu w Lubostroniu wiosną 1772 r., zbierając równocześnie informacje dotyczące ilości miast i wsi, ich zaludnienia, struktury narodowościowej itp. Zainteresował się także stanem dróg wodnych, zwłaszcza Noteci, której coroczne wylewy niszczyły uprawy majątku Skórzewskich. Wtedy prawdopodobnie zrodził się pomysł połączenia Noteci z Brdą. Obserwacje swoje zrelacjonował Fryderykowi II w czerwcu 1772 r. podczas spotkania w Bydgoszczy, gdzie monarcha zatrzymał się wracając z Królewca.
Po I rozbiorze Polski ziemie nadnoteckie znalazły się w granicach Królestwa Prus, a Brenkenhoffowi przypadło ustalenie i wytyczenie granic zaanektowanych obszarów oraz wyznaczenia podziału administracyjnego tego terytorium. Początkowo górę brała koncepcja włączenia zajętych obszarów do Nowej Marchii z Kamerą w Kostrzynie jako organem administracji państwowej na czele. Odmienny projekt przedstawił Brenkenhoff w lutym 1773 r. Postulował on utworzenie specjalnego kolegium finansowego z siedzibą w Bydgoszczy, jako przyszłym ośrodku władz administracyjnych dystryktu. Uzasadnieniem dla autonomizacji tego obszaru były rachuby na szybki rozwój miasta i całego dystryktu, związane z oczekiwanym ożywieniem gospodarczym dzięki budowie Kanału Bydgoskiego.
Fryderyk II nie podzielił w pełni poglądu Brenckenhoffa i w 1774 r. utworzono tymczasowo Komisję Kameralną z siedzibą w Bydgoszczy. Jej dyrektorem mianowany został von Gaudi. Brenckenhoffowi powierzono jednak ogólny nadzór administracyjny. Pełnił rolę królewskiego zarządcy, pośrednika w kontaktach z monarchą. Był odpowiedzialny za ogólny rozwój dystryktu i jego zagospodarowanie dla dobra Królestwa Prus. Powierzona mu funkcja nie miała precedensu w nomenklaturze administracji pruskiej. Było to prowizoryczne stanowisko jako wyraz uznania dla jego zasług.

### Organizator budowy Kanału Bydgoskiego
We wrześniu 1772 r. Fryderyk II powierzył mu ogólny nadzór administracyjny i organizację prac związanych z budową Kanału Bydgoskiego.
Pierwsze prace ziemne rozpoczęto na wiosnę 1773 r. Do budowy kanału Brenkenhoff zaangażował robotników przybyłych z głębi Niemiec i Czech. Już w trakcie budowy kanału powstawały, usytuowane opodal placów budowy, kolonie osadnicze. Zorganizowano specjalne piekarnie, zaopatrujące robotników w chleb, prowadzono hodowlę bydła rzeźnego oraz uruchomiono prowizoryczne lazarety z uwagi na znaczną zachorowalność i śmiertelność (febra, czerwonka, przeziębienia) zatrudnionych przy budowie kanału, której przyczyną były fatalne warunki sanitarne i ciężka fizyczna praca w trudnych warunkach.
Budowa kanału trwała zaledwie 18 miesięcy i została zakończona we wrześniu 1774 r. Zbiegło się to z końcem kariery zawodowej Brenckenhoffa. Jeszcze w lipcu 1774 r. doznał on poważnego krwotoku, który nadwerężył stan jego zdrowia. W tej sytuacji Fryderyk II przekazał jego obowiązki nadprezydentowi Prowincji Prusy Zachodnie, Johannowi von Domhardtowi. Ostateczne zwolnienie Brenckenhoffa z administracji Obwodu Nadnoteckiego nastąpiło w 1775 r. Wraz z jego odejściem pojawiły się zarzuty zbyt rozrzutnego gospodarowania pieniędzmi m.in. nadmiernych kosztów budowy kanału. Wiadomo jednak, iż z prywatnych pieniędzy zmuszony był pokrywać wydatki z tytułu wynagrodzenia robotników. Nie przeszkadzało to jednak w zgłaszaniu pod jego adresem rozmaitych roszczeń pieniężnych, co doprowadziło do utraty przez niego części osobistego majątku. Dodatkowym ciosem był list króla z marca 1780 r., zarzucający mu niezgodność rachunków i zamiar przeprowadzenia rewizji finansowej. Wkrótce po tej wiadomości zmarł na astmę, 21 maja 1780 r. swoim majątku w Gardzku (niem. Hohenkarzig).

### Rodzina
Franz von Brenkenhoff był dwukrotnie żonaty. Pierwsze małżeństwo z Louise von Bergen zakończyło się rozwodem w 1774 r. Drugą małżonką była Elisabeth von Papstein. Miał pięcioro dzieci.

## Upamiętnienie
W Bydgoszczy ufundowano jego postument z popiersiem, który uroczyście odsłonięto 27 października 1894 r. Ustawiono na terenie plant nad Kanałem Bydgoskim między II a III śluzą, w rejonie obecnej ulicy Grottgera. W lipcu 1919 r. po zdemontowaniu ewakuowano go wraz z wyposażeniem budynku regencji do Piły.
Jego imieniem nazwano także jedną z ulic miasta w Śródmieściu Bydgoszczy, której nazwę zmieniono po 1920 r. na ul. Bocianowo.